# Klassifikator
Ein Klassifikator ist ursprünglich der Bearbeiter eines Sachkatalogs im Bibliothekswesen. Allgemein bezeichnet Klassifikator etwas, das Objekte klassifiziert, d. h. in Kategorien einordnet.
Welcher Art solch ein Klassifikator ist, ist vom betrachteten Szenario abhängig: In der Informatik ist ein Klassifikator häufig ein Algorithmus, speziell in der Mustererkennung eine mathematische Funktion, die einen Merkmalsraum auf eine Menge von Klassen abbildet. Auch mechanische Bauteile, zum Beispiel zum Sortieren von Münzen nach Größe, können Klassifikatoren darstellen.
In vielen Fällen ist die Unterscheidung zwischen dem abstrakten Verfahren und konkreter Implementierung des Verfahrens nicht notwendig oder sinnvoll, weshalb der Begriff Klassifikator häufig gleichbedeutend mit Klassifikationsverfahren verwendet wird.